# Kristineberg, Lycksele kommun
Kristineberg är en småort i Björksele distrikt (Lycksele socken) i Lycksele kommun. Invid Kristineberg ligger Kristinebergsgruvan och S:ta Anna Underjordskyrka. Orten har haft en vikande befolkning ända sedan toppen på 1950-talet då den som mest var uppe i drygt 1 000 invånare. Byns enda affär lades ned 2008 och i samma veva stängdes även skolan och kyrkan och flera gamla hus revs. Några år senare återöppnades dock affären av en tysk familj som flyttat till orten. I och med gruvföretaget Bolidens satsningar så har det också uppstått ett behov av nya lägenheter. Byns skola, med förskoleklass till och med årskurs tre, har också öppnats igen. Byn har även en simhall som är öppen året om utan under sommarmånaderna.
Samhället började anläggas 1939.

## Befolkningsutveckling
| Befolkningsutvecklingen i Kristineberg 1950–2015 | Befolkningsutvecklingen i Kristineberg 1950–2015 | Befolkningsutvecklingen i Kristineberg 1950–2015 | Befolkningsutvecklingen i Kristineberg 1950–2015 | Befolkningsutvecklingen i Kristineberg 1950–2015 |
| ------------------------------------------------ | ------------------------------------------------ | ------------------------------------------------ | ------------------------------------------------ | ------------------------------------------------ |
|                                                  |                                                  |                                                  |                                                  |                                                  |
| År                                               |                                                  |                                                  | Folkmängd                                        | Areal (ha)                                       |
| 1950                                             | 1950                                             |                                                  | 1 089                                            |                                                  |
| 1960                                             | 1960                                             |                                                  | 992                                              |                                                  |
| 1965                                             | 1965                                             |                                                  | 893                                              |                                                  |
| 1970                                             | 1970                                             |                                                  | 962                                              |                                                  |
| 1975                                             | 1975                                             |                                                  | 942                                              |                                                  |
| 1980                                             | 1980                                             |                                                  | 774                                              |                                                  |
| 1990                                             | 1990                                             |                                                  | 560                                              | 99                                               |
| 1995                                             | 1995                                             |                                                  | 439                                              | 99                                               |
| 2000                                             | 2000                                             |                                                  | 407                                              | 105                                              |
| 2005                                             | 2005                                             |                                                  | 331                                              | 105                                              |
| 2010                                             | 2010                                             |                                                  | 257                                              | 104                                              |
| 2015                                             | 2015                                             |                                                  | 196                                              | 56#                                              |
| Anm.: Ej tätort 2015. # Som småort.              |                                                  |                                                  |                                                  |                                                  |

2015 förlorade Kristineberg sin status som tätort på grund av folkmängden minskat till under 200 personer.